# Morten Østergaard
Morten Østergaard (nacido el 17 de junio de 1976) es un político danés que se desempeñó como Ministro de Economía y del Interior de Dinamarca desde el 2 de septiembre de 2014 al 28 de junio de 2015. Fue líder del Partido Social Liberal desde septiembre de 2014 hasta octubre de 2020, es miembro del Folketing desde 2005; además fue Ministro de Investigación, Innovación y Educación Superior de 2011 a 2014 y durante un corto período en 2014, también Ministro de Impuestos.
Tiene una maestría en ciencias políticas de la Universidad de Aarhus.

## Carrera política
Østergaard fue vicepresidente del partido de 2002 a 2005 y ha sido miembro del parlamento desde las elecciones de 2005.
Tras el anuncio el 31 de agosto de 2014 de que Margrethe Vestager se convertiría en Comisaria de la UE de Dinamarca, Østergaard fue elegido líder del Partido Social Liberal Danés y fue nombrado vice primer ministro de Dinamarca, así como ministro del Interior.
El 7 de octubre de 2020, Østergaard renunció como líder del Partido Social Liberal debido a un comportamiento sexual inapropiado hacia su compañera parlamentaria social-liberal Lotte Rod.